# Gemeente-atlas van Nederland

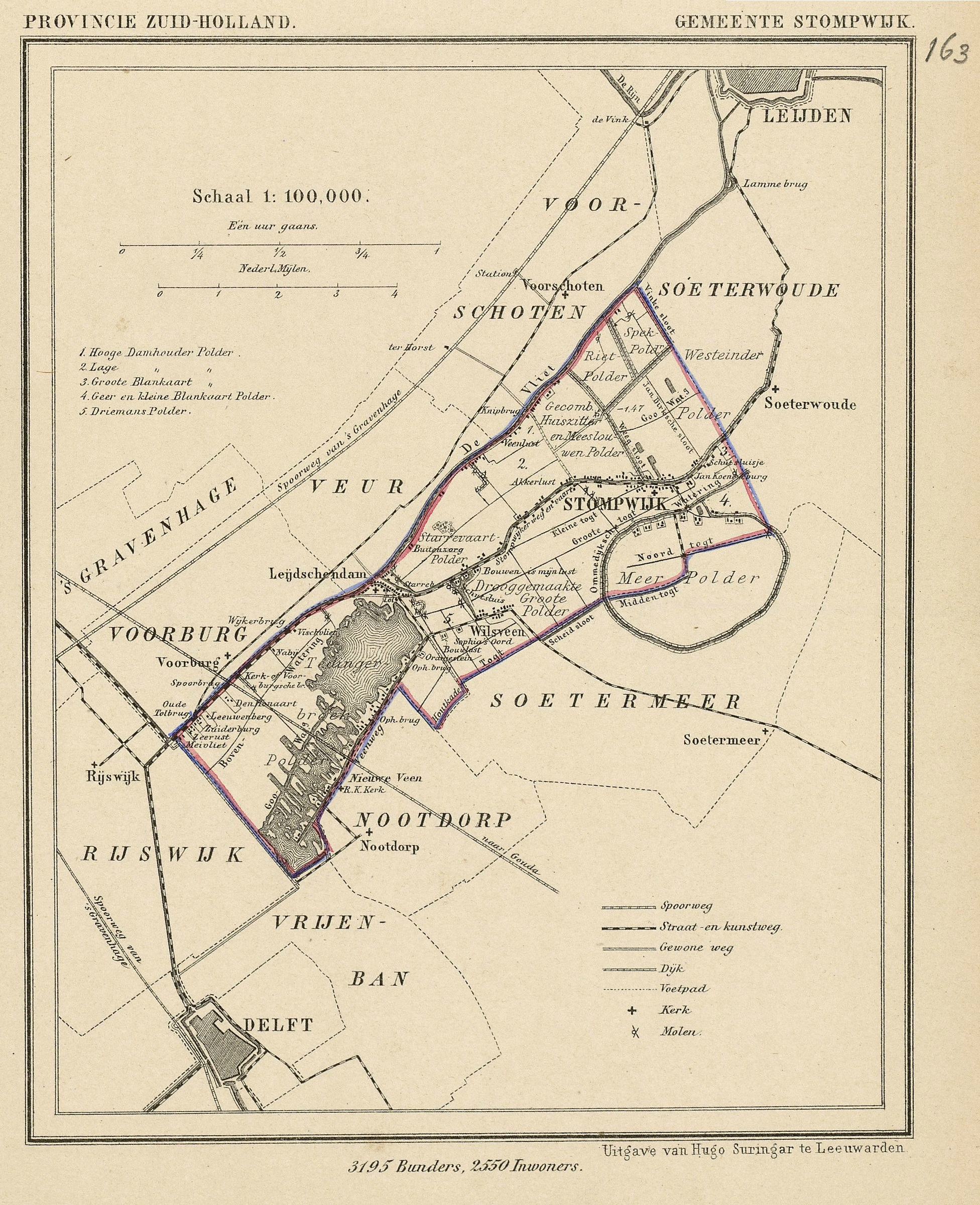
Voorbeeld, voormalige gemeente Stompwijk

De Gemeente-Atlas van Nederland naar officieele bronnen bewerkt is een atlas, gepubliceerd in de 19e eeuw, en van de hand van Jacob Kuyper. Kuyper tekende in de jaren 1865-1870 kaarten van alle 1200 Nederlandse gemeenten en publiceerde die als atlas. De atlas werd in 1871 uitgegeven door Hugo Suringar te Leeuwarden.
Kuyper overleed in 1908. Omdat dat meer dan 70 jaar geleden is, zijn al zijn kaartjes nu in het publieke domein (vrij van auteursrecht). Ze zijn op diverse plaatsen op het internet te vinden, deels in kleur en in hoge resolutie en kunnen gratis of tegen een kleine vergoeding worden besteld of gedownload.  